# Silene dawoensis
Silene dawoensis är en nejlikväxtart som beskrevs av Karl Gustav Limpricht. Silene dawoensis ingår i släktet glimmar, och familjen nejlikväxter. Inga underarter finns listade i Catalogue of Life.